# عقد شرعي
العقد الشرعي في الفقه الإسلامي هو اتفاق بين طرفين أو أكثر، وارتباط إيجاب أحدهما بقبول الآخر، على وجه مشرع، يثبت أثره في محله. ويطلق على ما يتم إجراؤه بين طرفين في المعاملات بصيغة مخصوصة، يعبر عنها بالإيجاب والقبول، وينقسم العقد إلى صحيح وفاسد، فالفاسد: ما اختل أحد شروطه، والصحيح: ما استوفى جميع الشروط، وثبت أثره في محله، كصحة الانتفاع بالمبيع بموجب عقد البيع، ويوصف العقد الصحيح بالنفوذ والاعتداد، وهو إما لازم
مثل: عقد البيع، وإما جائز مثل: عقد الشركة. وقد يطلق العقد أحيانا على ما يصدر من شخص واحد مثل: الإقرار.
وكلمة عقد في اللغة معناها: نقيض الحل، يقال: عقد الحبل إذا ربطه، وحل الرباط إذا فكه، ويستعمل لفظ (عقد) بمعنى: اليمين أو العهد، أو الإتفاق بين طرفين، أو غير ذلك.

## العقد الشرعي في الفقه
العقد الشرعي في علم أصول الفقه إما صحيح وإما فاسد، والفاسد هو: الذي لا تستوفى جميع شروطه المطلوبة مثل: عدم أهلية المتعاقدين أوأحدهما، ولا يوصف
العقد الفاسد بالنفوذ والاعتداد، والعقد الصحيح هو: الذي تستوفى جميع شروطه المطلوبة شرعا، ويتعلق به النفوذ والاعتداد، مثل: انتقال ملكية المبيع من البائع إلى المشتري بموجب عقد البيع ويترتب عليه ثبوت أثره في محله، مثل: الانتفاع بالعين المؤجرة، بموجب عقد الإجارة.قال العمريطي في
نظم الورقات نسخة محفوظة 22 يونيو 2015 على موقع واي باك مشين.
ويتضمن العقد الشرعي أبوابا متعددة في المعاملات الحاصلة بين طرفين، وهذا التعريف الخاص هو المقصود، وفقا للعقد في القانون وللعقد في الفقه تعريف عام هو (ما ألزم به المرء نفسه)،
| قال الله تعالى: ﴿يَا أَيُّهَا الَّذِينَ آمَنُوا أَوْفُوا بِالْعُقُودِ أُحِلَّتْ لَكُمْ بَهِيمَةُ الْأَنْعَامِ إِلَّا مَا يُتْلَى عَلَيْكُمْ غَيْرَ مُحِلِّي الصَّيْدِ وَأَنْتُمْ حُرُمٌ إِنَّ اللَّهَ يَحْكُمُ مَا يُرِيدُ ۝١﴾ [المائدة:1] |
| —تفسيرالطبري |

## تقسيم العقد إلى لازم وجائز
ينقسم العقد الصحيح إلى قسمين لازم وجائز، فالعقد اللازم هو النافذ على وجه الحتمية، بمعنى أنه ليس لأحد المتعاقدين فسخه، مثل: عقد النكاح، وعقد البيع، والعقد الجائز هو: الذي يجوز لأحد المتعاقدين فسخه، وينفسخ بموت أحدهما، مثل: عقد الوكالة، والوديعة والعارية.
ومعنى لزوم العقد: ثبوته ونفوذه، وتمامه فمثلا: عقد البيع يكون جائزا في مدة الخيار، ويصير لازما بعد انتهاء مدة الخيار، والقبص والإقباض، وليس لأحد المتعاقدين فسخه إلا لمسوغ شرعي، كظهور عيب، أو أن يتراضى المتعاقدان على الفسخ.
أما العقد الجائز فاستمراه مبني على استمرار تراضي المتعاقدين، وحال حياتهما، فلكل منهما فسخه، وينفسخ بموت أحدهما، ويمكن للورثة تجديده بعد الموت.

## أحكام البيع في الفقه
البيع لغة: مقابلة شيء بشيء.
وشرعا: مقابلة مال بمال على وجه مخصوص.
أركان البيع
1. عاقدان: البائع والمشتري.
2. معقود عليه: الثمن والمثمن.
3. صيغة: الإيجاب والقبول.

يشترط في العاقدين: إطلاق تصرف، فلا يصح بيع صبي أو مجنون لعدم أهلية التصرف، وعدم الإكراه.
ويشترط في الصيغة: ما يدل على الرضا كقول البائع بعتك أوملكتك، وقول المشتري اشتريت أوتملكت أو قبلت، وأن يكون الإيجاب وفق القبول في تحديد ما يتم الإتفاق عليه، وأن يقترن الإيجاب والقبول في مجلس العقد، وعدم التأقيت للبيع بمدة، وعدم تعليقه بحصول شيء.
شروط المبيع:
- أن يكون طاهرا
- أن يكون منتفعا به شرعا
- أن يكون مملوكا للعاقد عليه ولاية.
- أن يكون مقدورا على تسلمه.
- أن يكون معلوما للمتعاقدين عينا وقدرا وصفة.